# Saint-Georges-sur-l'Aa

Saint-Georges-sur-l'Aa este o comună în departamentul Nord, Franța. În 1 ianuarie 2022 avea o populație de 289 de locuitori.